# SS501
SS501（ダブルエス ごーまるいち）は、韓国の5人組男性アイドルグループ。2005年6月にシングル『警告』でデビューし、2006年4月に初来日。2007年にポニーキャニオンより日本デビュー。歌手以外にも俳優、モデル、MC、DJ、バラエティ番組など幅広い活動を行っている。
2010年6月8日のDSPメディア契約満了後、キム・ヒョンジュンがKEY EASTに、続いてパク・ジョンミンがCNR MEDIAに、さらにキム・ヒョンジュンがS-Plus Entertainmentに単独移籍、三人に遅れること数カ月、ホ・ヨンセンとキム・キュジョンが共にB2M Entertainmentに移籍したため、今後の動向は不明（2011年6月現在）。
メンバー全員が事務所を移籍したため事実上は解散ともとられる活動休止状態だが、メンバー全員SS501としての活動を優先することを条件に各自新事務所と契約をし、またSS501の活動をしたいと発言しており、解散したとは一言も言っていないため、解散したと報道されるのはあくまでも噂であり事実ではなく、それを不服に思っていながら耐えている（2011年6月現在）。
メンバーはそれぞれ事務所を移籍したため、メンバー個人としての活動は5人各自それぞれの所属事務所が管理をしているが、SS501の権利を所有しているのは元事務所のDSPメディアであるため、メンバー個人ではなくSS501としての所属事務所は依然としてDSPメディアとなる。 

## 来歴
- 2005年3月、Mnet新人発掘プログラム「m!pick」放送開始。
- 2005年6月8日、シングル「警告/ 경고」でデビュー。
- 2006年4月15日、日本武道館で行われたMnet Japan 開局記念コンサート「Mnet Mcountdown In Japan」に出演。
- 2006年9月16・17日、グランキューブ大阪で日本初単独コンサートを開催。
- 2007年8月1日、シングル「Kokoro」で日本デビュー。
- 2007年10月24日、日本1stアルバム「SS501」発売。
- 2008年11月、メンバー個人活動が本格的に始動。リーダーヒョンジュンが韓国版「花より男子」、ジョンミンがミュージカル「グリース（GREASE）」でそれぞれ役者活動に入ったため、ヨンセン、ギュジョン、マンネヒョンジュンの3人でスペシャルユニットSS501（5人で構成されるSS501に対して3人で構成されるため、事務所内部とファンの間ではSS301と呼ばれる[4]）を組み、活動。
- 2009年3月25日、「3MAN」（ユニバーサルミュージックより）発売。
- 2009年5月13日、日本2ndアルバム「All My Love」、DVD「MISSION」発売。
- 2010年5月24日、午後5時01分（SS501にかけて）に音源が発表され、27日に発売されたミニアルバム「DESTINATION」（活動期間は過去最短の18日間）を最後に無期限活動休止。
- 2010年6月8日、各メンバーの契約が終了。
- 2010年6月13日、LOVE YA活動の終了を以てグループ活動無期限休止。その後各自それぞれ事務所を移籍。

## メンバー
- キム・ヒョンジュン（김현중 / 金賢重 / Kim HyunJoong、1986年6月6日 - ）リーダー、ボーカル・ラップ担当
- ホ・ヨンセン（허영생 / 許永生 / Heo YoungSaeng、1986年11月3日 - ）メインボーカル担当
- キム・ギュジョン（김규종 / 金奎鐘 / Kim KyuJong、1987年2月24日 - ）ボーカル担当
- パク・ジョンミン（박정민 / 朴政珉 / Park JungMin、1987年4月3日 - ）ボーカル担当
- キム・ヒョンジュン（김형준 / 金亨俊 / Kim HyungJun、1987年8月3日 - ）ボーカル・ラップ担当

## 作品

### 韓国

#### シングル
- 경고（2005年6月）
- Snow Prince（2005年12月）
- DEJA VU（2008年3月）
- FIND（2008年7月）（数量限定販売）
- U R Man（2008年11月）（スペシャルユニットSS301としてヨンセン、ギュジョン、ヒョンジュン参加）

#### デジタルシングル
- 널 부르는 노래 (Remix)（2008年4月）
- 넌 나의 천국（2008年6月）
- 고맙다（2008年7月）（ヒョンジュン）
- U R Man(Remix)（2009年1月）
- We Can Fly（2009年6月）
- 제발 잘해줘（2009年6月）（ヒョンジュン）
- 이름없는 기억（2009年6月）（ヨンセン）
- Wuss Up（2009年6月）（ギュジョン）
- 하면은 안돼（2009年6月）（ジョンミン）
- HEY G（2009年6月）（ヒョンジュン）

#### アルバム
- S.T. 01 NOW（2006年11月）

#### ミニアルバム
- REBIRTH（2009年10月）
- DESTINATION（2010年5月）

#### コレクションアルバム
- COLLECTION（2009年7月）

#### OST
- 2006年11月 - 2007年6月 KBS 「쿵야쿵야（クンヤクンヤ）」
- 2007年1月 - 2007年3月 SBS 「외과의사 봉달희（外科医 ポンダリ）」
- 2008年6月 - 2008年8月 KBS 「최강칠우（最強チル）」
- 2008年10月 - 映画 「그 남자의 책 198쪽（その男の本 198ページ）」
- 2009年1月 - KBS2 「꽃보다 남자（花より男子）」（スペシャルユニットSS501としてヨンセン、ギュジョン、ヒョンジュン参加）
- 2009年2月 - オリーブTV「악녀일기 리턴즈（悪女日記 リターンズ）」（スペシャルユニットSS501としてギュジョン、ヒョンジュン参加）
- 2009年1月 -  KBS2 「꽃보다 남자（花より男子）」
- 2009年6月 - MBC 「친구 우리들의 전설（チング 俺たちの伝説）」（ヨンセン参加）
- 2009年12月 - SBS 「크리스마스에 눈이 올까요（クリスマスに雪が降りますか？）」（ヨンセン参加）

#### DVD
- 1st Concert Step Up（2006年11月）
- The 1st Story of SS501（2007年4月）
- SS501 U.R.MAN Special（2009年7月）
- SS501 MBC COLLECTION DVD（2009年11月）
- SS501 THE 1st ASIA TOUR PERSONA in SEOUL（2010年4月）
- SS501 THE 1st ASIA TOUR PERSONA CONCERT MAKING STORY DVD（2010年9月）

#### MV
- catch（ヒョンジュン出演 Song by オク・ジュヒョン）
- 경고 / 警告
- Everything
- Never Again
- Snow Prince
- Fighter
- 그녀...웃었다 / 彼女…笑った（ヒョンジュン、ギュジョン出演 Song by 2Shai）
- 까만안경 / 黒い眼鏡（ヒョンジュン出演 Song by Eru）
- Unlock
- 4 Chance
- 겁쟁이 / 弱虫
- DEJA VU
- 널 부르는 노래 Remix / 君を呼ぶ歌 Remix
- 넌 나의 천국 / 君は僕の天国
- 우리 함께라면 / 僕たち一緒なら
- FIND
- 바라보면 / 見つめたら
- U R Man（スペシャルユニットSS501としてヨンセン、ギュジョン、ヒョンジュン参加）
- 내머리가 나빠서 / 僕の頭が悪くて（スペシャルユニットSS501としてヨンセン、ギュジョン、ヒョンジュン参加）
- Lonely Girl（スペシャルユニットSS501としてギュジョン、ヒョンジュン参加)
- 애인만들기 / 恋人作り
- SS501 Collection First Episode
- SS501 Collection Final Episode
- 제발 잘해줘 / 頼む 良くして（ヒョンジュン）
- 이름없는 기억 / 名前のない記憶（ヨンセン）
- Wuss Up（ギュジョン）
- 하면은 안돼 / してはだめ（ジョンミン）
- HEY G（ヒョンジュン）
- 눈물을 지워가 / 涙を消して行け（ヨンセン）
- LOVE LIKE THIS
- 남자라서 / 男だから（ヒョンジュン出演 Song by コミ）
- LOVE YA

#### 写真集
- SS501 Summer Holiday（2007年7月）
- PHOTO501（2008年11月）
- SS501 Endless Melody（2009年8月）
- SS501 THE 1st ASIA TOUR PERSONA CONCERT MAKING STORY PHOTOBOOK（2010年8月）

### 日本

#### シングル
- Kokoro（2007年8月）
- Distance～君とのキョリ（2007年9月）
- LUCKY DAYS（2008年6月）

#### アルバム
- SS501（2007年10月）
- Singles（2008年5月）（韓国シングル1集+韓国シングル2集 日本版）
- S.T.01 NOW（2008年5月）（韓国正規1集 日本版）
- FIND（2008年12月）（韓国FIND 日本版）
- 3MAN（2009年3月）（スペシャルユニットSS501としてヨンセン、キュジョン、ヒョンジュン参加）（2008年11月韓国発売U R Man+韓国未発表曲2曲収録）
- All My Love（2009年5月）
- DESTINATION（2010年8月）（韓国DESTINATION限定版 +日本版限定DVD）

#### DVD
- 1st CONCERT IN OSAKA（2007年3月）
- LIVE IN JAPAN（2007年8月）
- Documentary of Heart to Heart（2008年2月）（ローソン限定販売）
- SPECIAL EVENT TOUR Heart to Heart（2008年2月）
- The 1st STORY of SS501（2008年2月）（韓国The 1st STORY of SS501 日本版）
- DEJA VU（2008年5月）（韓国シングル3集+MV＆メイキングDVD 日本版）
- Clips : Vol.1（2008年7月）
- SS501 2008 Japan Tour Grateful Days Thanks for...（2008年9月）
- MISSION（2009年5月）（2007年Mnet Japanで放送された番組のDVD化）
- SS501 U.R.MAN Special（2009年7月）（韓国版+日本版限定DVD）
- SS501 MBC COLLECTION DVD LIMITED EDITION（2009年11月）（3000枚限定）
- SS501 ASIA TOUR PERSONA 2009 日本武道館 LIVE DVD（2009年12月）（ブロコリ限定販売）
- SS501 THE 1st ASIA TOUR PERSONA in SEOUL（2010年3月）
- SS501 in USA -完全版-（2010年3月）
- SS501 BEGINS!～誕生までの軌跡～ 5th Anniversary DVD-BOX I（2010年7月）
- SS501 BEGINS!～誕生までの軌跡～ 5th Anniversary DVD-BOX II（2010年7月）
- SS501 THE 1st ASIA TOUR PERSONA CONCERT MAKING STORY PHOTOBOOK & DVD（2010年7月）
- SS501 MBC DVD COLLECTION DELUXE EDITION（2010年8月）（3000枚限定）
- SS501 1st ASIA TOUR PERSONA IN SEOUL ENCORE CONCERT DVD（2010年8月）
- 2010 SS501 SPECIAL CONCERT IN SAITAMA SUPER ARENA（2010年9月）

#### PV
- Kokoro
- Distance～君とのキョリ
- LUCKY DAYS

## 活動

### 韓国

#### コンサート
2006年
- 7月22日 ソウルオリンピック公園体操競技場 「STEP UP」
- 8月5日 プサン 「STEP UP」
- 8月12日 テグ 「STEP UP」
- 12月27日 ソウルCOEX大西洋ホール 「ファーストアルバム 'S.T.01 NOW' 発売記念ソウル・コンサート」

2009年
- 8月1日・2日 ソウルオリンピック公園体操競技場 「SS501 1st ASIA TOUR PERSONA IN SEOUL」

2010年
- 2月27日・28日 ソウルオリンピック公園体操競技場 「SS501 1st ASIA TOUR PERSONA ENCORE」

#### ドラマ
2005年
- 8月3日 MBC「Non Stop5」（ヨンセン、ギュジョン、ジョンミン、ヒョンジュン）
- 8月5日 MBC「Non Stop5」（ヒョンジュン）
- 2005年10月 - 2006年1月 KBS2「사랑도 리필이 되나요?（愛もおかわりできますか?）」（ヒョンジュン、ジョンミン）

2009年
- 2009年1月 - 2009年3月 KBS2 「꽃보다 남자（花より男子）」（ヒョンジュン）

#### ミュージカル
- 2008年11月 - 2009年3月「GREASE」（ジョンミン）

#### CM
- 엘리트학생복 / エリート学生服
- Mighty Mac
- 롯데 설레임 / ロッテ ソルレイム
- Le Coq Sportif
- Samsung Anycall
- Hotsun Chicken（ヒョンジュン）
- 코카컬라 Dynamic Kin / コカコーラ ダイナミックキン（ヒョンジュン）
- Converse（ヒョンジュン）
- T.I For Men（ヒョンジュン）
- 농심 안선단면 / ノンシム アンソンタンミョン（ヒョンジュン）
- Tony Moly（ヒョンジュン）
- MVIO（ヒョンジュン）
- I'm David（ヒョンジュン）
- Basic House（ヒョンジュン）
- Samsung Card（ヒョンジュン）

### 日本

#### コンサート、ライブ、ディナーショー
2006年
- 9月16・17日 グランキューブ大阪 「STEP UP」

2007年
- 1月13・14日 東京国際フォーラム ホールA 「LIVE IN JAPAN 2007」
- 9月5日 PENNY LANE24 「Heart to Heart」
- 9月10日 Zepp Nagoya 「Heart to Heart」
- 9月12日 なんばHatch 「Heart to Heart」
- 9月14日 DRUM LOGOS 「Heart to Heart」
- 9月18・19日 Zepp Tokyo 「Heart to Heart」

2008年
- 7月12・13日 JCB HALL 「SS501 2008 Japan Tour Grateful Days Thanks for...」
- 7月16・17日 なんばHatch 「SS501 2008 Japan Tour Grateful Days Thanks for...」
- 12月20日 ホテルニューオータニ＜鶴の間＞「SS501～1st Christmas Show !～」

2009年
- 1月25日 中野サンプラザ 「SS501 MINI CONCERT」（ヨンセン、ギュジョン、ヒョンジュン）
- 8月13日 日本武道館 「SS501 1st ASIA TOUR PERSONA IN JAPAN」
- 12月19日 ホテルニューオータニ＜鶴の間＞「SS501～2nd Christmas Show !～」

#### ドラマ
2007年
- 5月31日 テレビ朝日「ホテリアー」（第7話）

#### バラエティ
2007年
- 10月 -  フジテレビ 「スリルな夜 イケメン合衆国」（ジョンミン）
- 11月5日 - 26日 GyaO MIDTOWN TV 月曜「月刊SS501」
- ラジオスター
- SS501ありがとうシリーズ

### 中国

#### コンサート
2008年
- 2月18日 上海大舞台

2009年
- 8月29日 北京朝阳体育館
- 11月14日 上海虹口體育場

## 受賞

### 韓国
2005年
- 12月 SBS 歌謡大典新人賞
- 12月 MBC 10大歌手歌謡祭 男性新人賞
- 12月 Mnet KM Music Festival（MKMF）新人賞

2006年
- 12月 SBS 歌謡大典ネティズン人気賞
- 12月 Mnet KM Music Festival（MKMF）ダンス部門賞

2008年
- 10月 第5回 アジアソングフェスティバル アジア最高歌手賞

2009年
- 2月 第18回 ソウル歌謡大賞 韓流特別賞

### 日本
2008年
- 3月 第22回日本ゴールドディスク大賞 ニュー・アーティスト・オブ・ザ・イヤー ザ・ベスト10ニュー・アーティスト賞